# Palesztinai arab nyelv
A paleszteniai arab nyelv melyet többen egyszerűen csak palesztin nyelv névvel is illetnek a levantei arab nyelvek része, az arab egyik változata. Beszélői Palesztina államban, a Gázai övezetben, Izraelben és Jordániában élnek, közeli rokona még a jordániai arab nyelv, a szíriai és libanoni. A levantei nyelvek többi részétől főként a területen sajátosnak és egyediknek mondható kiejtése különbözteti meg. A középkorban az ún. Levante területe húzódott itt, amely felölelte teljes egészében Izraelt és Palesztinát, valamint egyes területeit a környező országoknak. Erről a földről jutott el a Ázsiából Európába rengeteg áru.

## Története
A palesztinai arabot egykor az egész mai Izrael területén beszélték. A zsidók elűzése és az arab hódítás után nagyszámú arab települt le, vagy az itteni arámi és más lakosok arabosodtak el, amely meglehetősen lassú folyamat volt. Ekkoriban még egész Izraelt Palesztinának nevezték. A palesztin nyelv nem annyira eltérő a levantei nyelvek többi változatától, a palesztinok jobban megértik a szíreket, libanoniakat és jordániaiakat mint mondjuk a többi közel-keleti és afrikai arab nyelv beszélőit. Másrészről a palesztin már közelít az egyiptomi arab nyelvhez is, figyelembe véve, hogy szókészletükben számos egyezés van, illetve ragozási sajátosságaikat.

### Dialektusok
A palesztinai arab nyelvnek alapvetően három dialektusa van: a városokban beszélt nyelvjárás, a vidéken beszélt nyelvjárás és a még nomád módon élő palesztinok nyelvjárása. A városi nyelvjárások hasonlítanak legjobban a szír-libanoni nyelvekhez, eközben a nomádok nyelvjárásai a jordániai arab felé hajlanak. A palesztinai arabot is külső hatások érték a századok során. Érezhető rajta a héber nyelv befolyása, de ugyanakkor néhai arámi nyelvek (a Bibliában említenek ezeken a palesztinok által ma lakott vidékeken olyan népeket, amelyek rokonságban álltak a zsidókkal, arabokkal, majd az arab terjeszkedés nyomán többségük kihalt) és a görög nyelv is nyomott hagyott benne. A héber nyelv tekintetében a klasszikus és a modern héber is hatással van a palesztinai arabra (de ez utóbbi kizárólag a városi közegben), de a hajdani kereskedelmi útvonalak révén az ó-görög nyelvből is történt kölcsönzés. Az arámi nyelvek hatása a sivatagi nomádok nyelvjárásaiból mutatható ki, mivel a zsidó-görög hatás a városokban érvényesülhetett, a sivatagokban viszont némileg izolált körülmények között nem érintkeztek ezekkel a nyelvekkel.
A nyelvjárások között a Palesztinában feszülnek kisebb ellentétek, mivel a városi lakosság gyakran megvetőleg tekint arra, aki a nomád palesztin nyelvjárást beszéli. Mindezek ellenére a városokba betelepült egykori nomádok közösségében továbbra is használják a saját dialektusukat. Egyes nomád közösség fel is vették a városi palesztint.
A palesztinai arab nyelvű művelődés (irodalom, újságok, filmek) csak az utóbbi években kezdett el beindulni. Palesztinában hosszú évekig tartó háborúk, zavargások és az Izraellel még mindig fennálló ellentétek hátráltatták ezt a folyamatot. Említést érdemel az Ajami c. 2009-es film, amely a héberrel erősen kevert városi palesztin dialektusban szól. Bár értelmiségiek és művészek használják, ahogy minden más arab országban, Palesztina nyelve is a közigazgatásban és oktatásban a klasszikus arab nyelv.